# Microregione di Piancó
Piancó è una microregione dello Stato di Paraíba in Brasile, appartenente alla mesoregione di Sertão Paraibano.

## Comuni
Comprende 9 comuni:
- Aguiar
- Catingueira
- Coremas
- Emas
- Igaracy
- Nova Olinda
- Olho d'Água
- Piancó
- Santana dos Garrotes